# McLaren M9A
Chronologie des modèles (1969)
McLaren M7C McLaren M14A
La McLaren M9A est une monoplace de Formule 1 conçue par McLaren Racing. Elle a la particularité d'avoir une transmission intégrale alors que les monoplaces de l'époque sont des propulsions à moteur central.

## Historique
L'équipe de Bruce McLaren est la dernière équipe à produire une voiture à transmission intégrale, en 1969 : le châssis créé par Jo Marquart, et dénommé M9A. La monoplace, facilement reconnaissable à son aileron arrière en « plateau à thé », est pilotée par l'anglais Derek Bell et achevée in-extremis pour le Grand Prix de Grande-Bretagne 1969.
Pour connaître le potentiel de ce châssis exotique, d'autres Mclaren M7A sont engagées pour ce Grand Prix afin d'étalonner les performances des monoplaces. Une M7A officielle est pilotée par Denny Hulme, une M7C officielle est confiée à Bruce McLaren et une M7A est pilotée par l'anglais Vic Elford de l'écurie privée Antique Automobiles.
Lors des qualifications, Denny Hulme signe le troisième temps, McLaren le septième et Elford le onzième. Bell se qualifie à la quinzième place. Lors de la course, Bell casse sa suspension dès le cinquième tour et abandonne, de même que Denny Hulme. Vic Elford termine sixième et Bruce McLaren monte sur la troisième marche du podium.
Quelques jours après la course, Bruce McLaren décide de tester lui-même la M9A. Son verdict est sans appel : « piloter la M9A, c'est comme faire votre signature avec quelqu'un qui bouge votre coude en permanence ». La M9A ne participera plus jamais à un Grand Prix.

## Résultats en championnat du monde de Formule 1
| Saison | Écurie                     | Moteur               | Pneumatiques | Pilotes    | Courses | Courses | Courses | Courses | Courses | Courses | Courses | Courses | Courses | Courses | Courses | Points inscrits | Classement |
| Saison | Écurie                     | Moteur               | Pneumatiques | Pilotes    | 1       | 2       | 3       | 4       | 5       | 6       | 7       | 8       | 9       | 10      | 11      | Points inscrits | Classement |
| ------ | -------------------------- | -------------------- | ------------ | ---------- | ------- | ------- | ------- | ------- | ------- | ------- | ------- | ------- | ------- | ------- | ------- | --------------- | ---------- |
| 1969   | Bruce McLaren Motor Racing | Ford-Cosworth DFV V8 | Goodyear     |            | ADS     | ESP     | MON     | NED     | FRA     | GBR     | ALL     | ITA     | CAN     | USA     | MEX     | 38*             | 4e         |
| 1969   | Bruce McLaren Motor Racing | Ford-Cosworth DFV V8 | Goodyear     | Derek Bell |         |         |         |         |         | Abd     |         |         |         |         |         | 38*             | 4e         |

- * Aucun n'a été marqué avec la M9A. Les 38 points restants ont été marqués avec la M7A et la M7C.

Légende : ici 